# Кавказский 3-й стрелковый полк
3-й Кавказский стрелковый полк — пехотная воинская часть Русской императорской армии. С 1870 года входил в состав 1-й Кавказской стрелковой бригады (с 1915 года — дивизии).

## История
Сформирован 6 декабря 1856 года как 20-й армейский стрелковый батальон.
18 марта 1857 года — переименован в 20-й стрелковый батальон.
В 1858—1865 годах участвовал в Кавказских походах.
С 31 августа 1870 года — 3-й Кавказский стрелковый батальон.
В 1877—1878 годах участвовал в Русско-турецкой войне.
К 20 февраля 1910 года — переформирован в полк двухбатальонного состава и назван 3-й Кавказский стрелковый полк.
В 1915 году полк приведён в четырёхбатальонный состав.
Полковой праздник — 6 декабря.
Полк был расформирован 16 марта 1918 года наряду с другими частями 1-й Кавказской стрелковой дивизии.

## Знаки отличия полка
1. Георгиевское полковое знамя с надписью: «За отличіе въ Турецкую войну 1877 и 1878 годовъ».
2. Знаки нагрудные для офицеров и головные для нижних чинов с надписью: «За Кавказскую войну» (в 1-м батальоне полка).
3. Георгиевские серебряные сигнальные рожки с надписью: «За отличіе в сражении при Деве-Бойну 23 октября 1877 г.» (в 1-м батальоне полка).

## Командиры
- 01.01.1857 — 15.11.1857 — подполковник князь Голицын, Александр Владимирович
- 15.11.1857 — 12.04.1859 — подполковник (с 10.03.1859 полковник) Клингер, Иван Андреевич
- 12.04.1859 — 21.09.1861 — майор (с 03.02.1860 флигель-адъютант, с 03.03.1860 подполковник, с 18.04.1861 князь) Святополк-Мирский (Святополк-Пяст-Мирский), Николай Иванович
- 05.11.1861 — 05.07.1863 — подполковник Крузенштерн, Павел Карлович
- 26.08.1863 — 16.05.1865 — полковник Ковалёв, Иван Данилович
- 10.06.1865 — 20.01.1868 — подполковник Батьянов, Михаил Николаевич
- 20.01.1868 — 22.12.1877 — подполковник Бордель-фон-Борделиус, Евгений Васильевич
  - 27.08.1877 — 20.09.1877 — (в.и.д.) майор Цезарский, Александр Семёнович
- 22.12.1877 — 18.04.1883 — подполковник (с 13.12.1881 полковник) Крузенштерн, Павел Карлович
- 06.05.1883 — 22.05.1890 — подполковник (с 24.03.1885 полковник) Вестман, Илья Владимирович
- 31.05.1890 — 21.10.1896 — полковник Кузьминский, Георгий Дмитриевич
- 04.11.1896 — 07.05.1901 — флигель-адъютант полковник Вольский, Сигизмунд Викторович
- 22.05.1901 — 16.03.1906 — полковник князь Микеладзе, Дмитрий Отиевич
- 16.03.1906 — 04.12.1908 — полковник Анастасиенко, Захарий Самонович
- 30.01.1909 — 21.08.1915 — полковник (с 01.05.1915 генерал-майор) Коченгин, Павел Фортунатович
- 04.09.1915 — 22.05.1917 — подполковник (с 17.04.1916 полковник) Арешев, Михаил Николаевич
- 22.05.1917 — хх.хх.хххх — полковник Тавадзе, Георгий Вахтангович

## Известные люди, служившие в полку
- Антонов, Валериан Михайлович — полковник, писатель.